# Eugen Ritter von Clauß
Eugen Clauß, ab 1914 Ritter von Clauß, (* 25. Oktober 1862 in Nürnberg; † 23. Februar 1942 in Prien am Chiemsee) war ein deutscher General der Infanterie und Divisionskommandeur im Ersten Weltkrieg.

## Familie
Er war ein Sohn des Großhändlers Karl Clauß und dessen Ehefrau Elise, geborene von Süßmilch genannt Hörnig. Clauß heiratete am 4. Juni 1897 Elsa Sieler. Aus der Ehe gingen ein Sohn und drei Töchter hervor.

## Militärkarriere
Nach dem Besuch eines Humanistischen Gymnasiums trat Clauß am 1. September 1881 als Dreijährig-Freiwilliger in das 14. Infanterie-Regiment „Hartmann“ der Bayerischen Armee in seiner Heimatstadt ein. Er wurde 1882/83 an die Kriegsschule München kommandiert und im Anschluss daran im Dezember 1883 zum Sekondeleutnant befördert. Ab Mitte November 1887 diente er als Regimentsadjutant und wurde am 1. August 1890 für zwei Jahre als Adjutant zum Bezirkskommando Nürnberg versetzt. Als Premierleutnant absolvierte Clauß ab 1. Oktober 1892 für drei Jahre die Kriegsakademie, die ihm die Qualifikation für die Höhere Adjutantur und das Lehrfach aussprach. Mit seiner Beförderung zum Hauptmann am 17. März 1897 erfolgte seine Ernennung zum Kompaniechef im 14. Infanterie-Regiment „Hartmann“. In dieser Stellung war Clauß bis Ende August 1902 tätig. Dann wurde er für drei Wochen zur Eisenbahn-Abteilung des Großen Generalstabs nach Berlin kommandiert und unter Belassung in diesem Kommando à la suite des 14. Infanterie-Regiments „Hartmann“ gestellt. Am 23. Oktober 1903 wurde Clauß zum Eisenbahn-Kommissär in Ludwigshafen am Rhein ernannt und die gleiche Stellung hatte Clauß, er war inzwischen am 20. August 1905 zum Major befördert worden, ab 12. Oktober 1906 in München inne. Mitte August 1908 kehrte Clauß wieder in den Truppendienst zurück und wurde Bataillonskommandeur im 8. Infanterie-Regiment „Großherzog Friedrich II. von Baden“. Neben dieser Tätigkeit fungierte er ab 1. Januar 1909 für knapp sechs Monate als Vorsitzender des Standgerichts seines Regiments. Zeitgleich mit der Beförderung zum Oberstleutnant am 6. August 1909 folgte seine Versetzung zum Stab des 11. Infanterie-Regiments „von der Tann“ nach Regensburg. Am 7. März 1912 beauftragt man ihn mit der Führung des 9. Infanterie-Regiments „Wrede“ in Würzburg, zu dessen Kommandeur Clauß mit der Beförderung zum Oberst am 22. April 1912 ernannt wurde. Er gab das Regiment am 16. Dezember 1913 ab, wurde Kommandeur der 6. Infanterie-Brigade sowie am 7. Januar 1914 Generalmajor.
Mit dieser Brigade rückte Clauß nach Ausbruch des Ersten Weltkriegs ins Feld und machte zunächst die Grenzgefechte gegen die Franzosen sowie die Schlacht in Lothringen mit. Daran schlossen sich die Schlachten bei Nancy-Épinal und an der Somme an, bevor Clauß mit seiner Brigade in den Stellungskrieg überging. Während der Schlacht bei Ypern gelang es seinen Truppen trotz heftiger Kämpfe und einbrechender Dunkelheit, das Dorf sowie das Schloss und den Park von Hollebeke zu erobern. Damit hatte er für seine übergeordnete Division eine gute Ausgangsposition für das weitere offensive Vorgehen der kommenden Tage geschaffen. Für diese Leistung wurde Clauß am 30. Oktober 1914 durch König Ludwig III. mit dem Ritterkreuz des Militär-Max-Joseph-Ordens beliehen. Mit der Verleihung war die Erhebung in den persönlichen Adelsstand verbunden und er durfte sich nach der Eintragung in die Adelsmatrikel „Ritter von Clauß“ nennen.
Im Verlauf der weiteren Kämpfe wurde Clauß am 9. November 1914 verwundet und konnte erst nach Lazarettaufenthalt und Gesundung ab 20. Dezember 1914 das Kommando über seine Brigade wieder übernehmen. 1915 lag er mit seiner Brigade hauptsächlich in Stellungskämpfen in Flandern und Artois und beteiligte sich an Frühjahrs- sowie Herbstschlacht bei La Bassée und Arras. Im Jahr darauf kämpfte er in der Schlacht an der Somme und wurde schließlich am 29. September 1916 zum Kommandeur der 9. Reserve-Division ernannt. Die Division war zu diesem Zeitpunkt noch in der Aufstellung und griff ab 6. Oktober 1916 in die Kämpfe an der Westfront ein. Zunächst an der Aisne kämpfend, war die Division im April 1917 an der Doppelschlacht an der Aisne und in der Champagne beteiligt, verlegte dann nach Lothringen und war ab August in Flandern sowie bei Cambrai im Einsatz. Während der anschließenden Kämpfe in der Siegfriedstellung wurde Clauß am 14. Dezember 1917 zum Generalleutnant befördert.
Nach entsprechender Vorbereitung ging Clauß mit seiner Division in der Deutschen Frühjahrsoffensive 1918 ab 21. März 1918 in die Offensive, bis die deutschen Angriffsbemühungen zum Stehen gebracht wurden und sich die Division in permanenten Abwehrkämpfen befand. Nach der Schlacht bei Noyon musste die Division schließlich aufgelöst werden, da aus der Etappe kein adäquater Ersatz an Soldaten und Material mehr bereitgestellt werden konnte. Clauß hatte bereits am 23. Juni 1918 die 5. Division übernommen, die er über das Kriegsende hinaus befehligte. Nach dem Waffenstillstand führte er die Reste seiner Division nach Deutschland zurück, wo Clauß nach der Demobilisierung am 26. Juni 1919 zur Disposition gestellt wurde.
Clauß erhielt am 27. August 1939, dem sogenannten Tannenbergtag, den Charakter als General der Infanterie verliehen.